# Synagogenbezirk Burgsteinfurt
Der Synagogenbezirk Burgsteinfurt mit Sitz in Burgsteinfurt, heute ein Ortsteil der Gemeinde Steinfurt im Kreis Steinfurt in Nordrhein-Westfalen, wurde nach dem Preußischen Judengesetz von 1847 geschaffen. 
Der Synagogenbezirk umfasste die jüdischen Gemeinden in Burgsteinfurt, Borghorst, Horstmar, Laer, Metelen, Ochtrup und Rheine.